# Léon Cantave
Léon Cantave, född 4 juli 1910, död 16 februari 1967, var ledare för militärjuntan på Haiti 1 april-6 april 1957 samt 20 maj-25 maj 1957.